# Karen Jespersen
Karen Moustgaard Jespersen (ur. 17 stycznia 1947 w Kopenhadze) – duńska polityk i dziennikarka, parlamentarzystka, minister w różnych resortach. Karierę polityczną zaczynała w ugrupowaniu skrajnej lewicy, kontynuując ją w socjaldemokracji, a kończąc w centroprawicowej formacji liberalnej. Była pierwszym w Danii politykiem wchodzącym w skład rządów tworzonych zarówno przez lewicę, jak i przez prawicę.

## Życiorys
Kształciła się w zakresie matematyki w Rysensteens Gymnasium, w latach 1968–1977 studiowała historię i archeologię na Uniwersytecie Kopenhaskim. Pracowała jako redaktorka w magazynie „Politisk Revy” (1974–1977), w latach 1978–1984 była reporterem politycznym w dzienniku „Dagbladet Information”, a od 1984 do 1989 dziennikarką programu informacyjnego TV Avisen w stacji telewizyjnej DR1.
Działała w partii Lewicowi Socjaliści, wchodząc w skład jej komitetu wykonawczego. W 1981 przeszła do Socialdemokraterne. W 1990 po raz pierwszy uzyskała mandat posłanki do Folketingetu, z powodzeniem ubiegała się o reelekcję w kolejnych wyborach w 1994, 1998 i 2001, zasiadając w duńskim parlamencie do 2004. Od stycznia 1993 do stycznia 1994 i ponownie od września 1994 do lutego 2000 była ministrem spraw społecznych w pierwszym, drugim, trzecim i czwartym rządzie, którymi kierował Poul Nyrup Rasmussen. W lutym 2000 w ostatnim z tych gabinetów przeszła na urząd ministra spraw wewnętrznych, sprawując go do listopada 2001.
W 2006 opuściła socjaldemokratów, a w 2007 dołączyła do liberałów z Venstre. We wrześniu tegoż roku premier Anders Fogh Rasmussen w swoim drugim rządzie powierzył jej funkcję ministra spraw społecznych i równouprawnienia. Również w 2007 Karen Jespersen ponownie została wybrana do Folketingetu. W listopadzie 2007 w trzecim gabinecie dotychczasowego premiera przeszła na stanowisko ministra ds. dobrobytu i równouprawnienia, zajmując je do kwietnia 2009. Powróciła następnie do pracy w parlamencie, mandat poselski wykonywała także w następnej kadencji do 2015.